# Barbara Renz

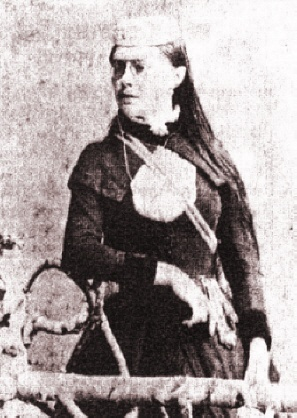
Barbara Renz, 1887

Barbara Klara Renz (* 12. Dezember 1863 in Altenstadt; † 1. April 1955 in Dillingen an der Donau) war Ethnologin, Religionswissenschaftlerin und katholische Frauenrechtlerin.

## Leben
Geboren in Altenstadt als zehntes von elf Kindern des Landwirtes Karl Anton Renz, lernte sie eigenständig sechs Sprachen und legte 1887 die Matura ab. Sie musste dies in Zürich tun, weil Frauen in Bayern zu der Reifeprüfung noch nicht zugelassen waren.
Anschließend studierte sie Philosophie, Literatur und Psychologie an der Sapienza-Universität von Rom, während sie ihren Unterhalt mit Privatunterricht bestritt. Ihren römischen Doktorgrad durfte sie anschließend auch in Bayern tragen, obwohl ihr die Anstellung an einer Universität nicht gestattet war.
1892 wanderte sie, in der Hoffnung auf Erwerbstätigkeit, in die USA aus, erfuhr aber dort, dass dies erst nach Erhalt der amerikanischen Staatsbürgerschaft in fünf Jahren möglich sei. Nach Ablauf dieser Wartezeit, in der sie sich meist als Privatlehrerin betätigte, entschied sie sich jedoch, 1898 in ihre Heimat zurückzukehren.
Daraufhin engagierte sie sich in der bürgerlichen katholischen Frauenbewegung in München, mit Gleichgesinnten wie Ellen Ammann, Pauline Gräfin Montgelas und Marie Zettler, für die Frauenbildung und hielt Vorträge zu philosophischen, sozial-karitativen und politischen Themen.
Schon vor ihrem Aufenthalt in den USA hatte sie Prinzessin Therese von Bayern kennengelernt, mit der sie fortan eine lebenslange Freundschaft verband. Beide Frauen waren Autodidaktinnen und setzten sich für das Recht von Frauen und Mädchen auf Bildung ein. Auch interessierten sich beide für die Kulturwissenschaften. Als Barbara Renz die Herausgabe einer völkerkundlichen Zeitschrift plante, steuerte die Prinzessin mit zur Finanzierung bei. Auch stammen viele Illustrationen in Renz’ Publikationen aus der Sammlung der Wittelsbacherin.
1901 bewarb sie sich um eine Volontärstelle an der Bayerischen Hof- und Staatsbibliothek in München. Gegen den Willen des Bibliotheksdirektors wurde sie 1902 probeweise zum nicht entlohnten Volontariat zugelassen. Über dieses Vordringen in eine traditionelle Männerbastion gab es eine erregte Pressediskussion.
1902 begleitete sie ihren Bruder, den Theologen Franz Renz (1860–1916), nach Münster, wo diesem an der Universität eine Professur angeboten worden war. Barbara Renz gründete dort eine Zweigstelle des Katholischen Frauenbundes und erhielt die Erlaubnis, an der Universität Abendvorlesungen zu halten.
Anschließend zog sie mit ihrem Bruder nach Breslau, wo sie die völkerkundlichen Studien von Hermann Heinrich Ploss Das Kind in Brauch und Sitte der Völker neu herausgab. Nach dem Tod ihres Bruders kehrte sie nach Dillingen an der Donau zurück. Hier gründete sie den örtlichen Katholischen Frauenbund, wurde 1925 als Abgeordnete für die Bayerische Volkspartei in den Dillinger Stadtrat gewählt, und hielt Vorträge über Völkerkunde, Frauenbildung und Politik.
Sie kritisierte den beginnenden Nationalsozialismus und prangerte an, dass er die Frauen aus dem öffentlichen Leben verdrängte. Nach Adolf Hitlers Machtergreifung zog sie sich allerdings zurück und starb im Alter von 91 Jahren in Dillingen.

## Leistungen
Barbara Renz zeichnete sich in drei verschiedenen Fachgebieten aus. Sie setzte sich ausdrücklich für die Gleichstellung der Frau in der Gesellschaft und in der katholischen Kirche ein, insbesondere für das Recht von Mädchen und Frauen auf Ausbildung und Studium.
Mit ihrem Bruder Franz gehörte sie dem katholischen Modernismus an, einer Bewegung, die die Unfehlbarkeit des Papstes anzweifelte und die den christlichen Glauben nicht im Widerspruch zu modernen wissenschaftlichen Erkenntnissen sah.
Sie beschäftigte sich mit der wiederkehrenden Symbolik von Baum und Schlange in den Mythen verschiedener Völker. Sie widmete sich insbesondere der Frage, warum das Symbol der Schlange, das in vor- und nichtchristlichen Kulturen als Bild der positiven Kraft, von Kreativität und Sexualität bekannt war, erstmals in der Bibel (1 Mos 2 und 3) als Inbegriff des Bösen auftritt.
Zu diesem Thema forschte sie über dreißig Jahre lang, konnte aber mangels finanzieller Mittel nur eine Zusammenfassung im Handwörterbuch für Sexualwissenschaft (zu dem auch Sigmund Freud einen Beitrag beisteuerte) und den ersten Teil 1930 als Buch veröffentlichen.

## Schriften

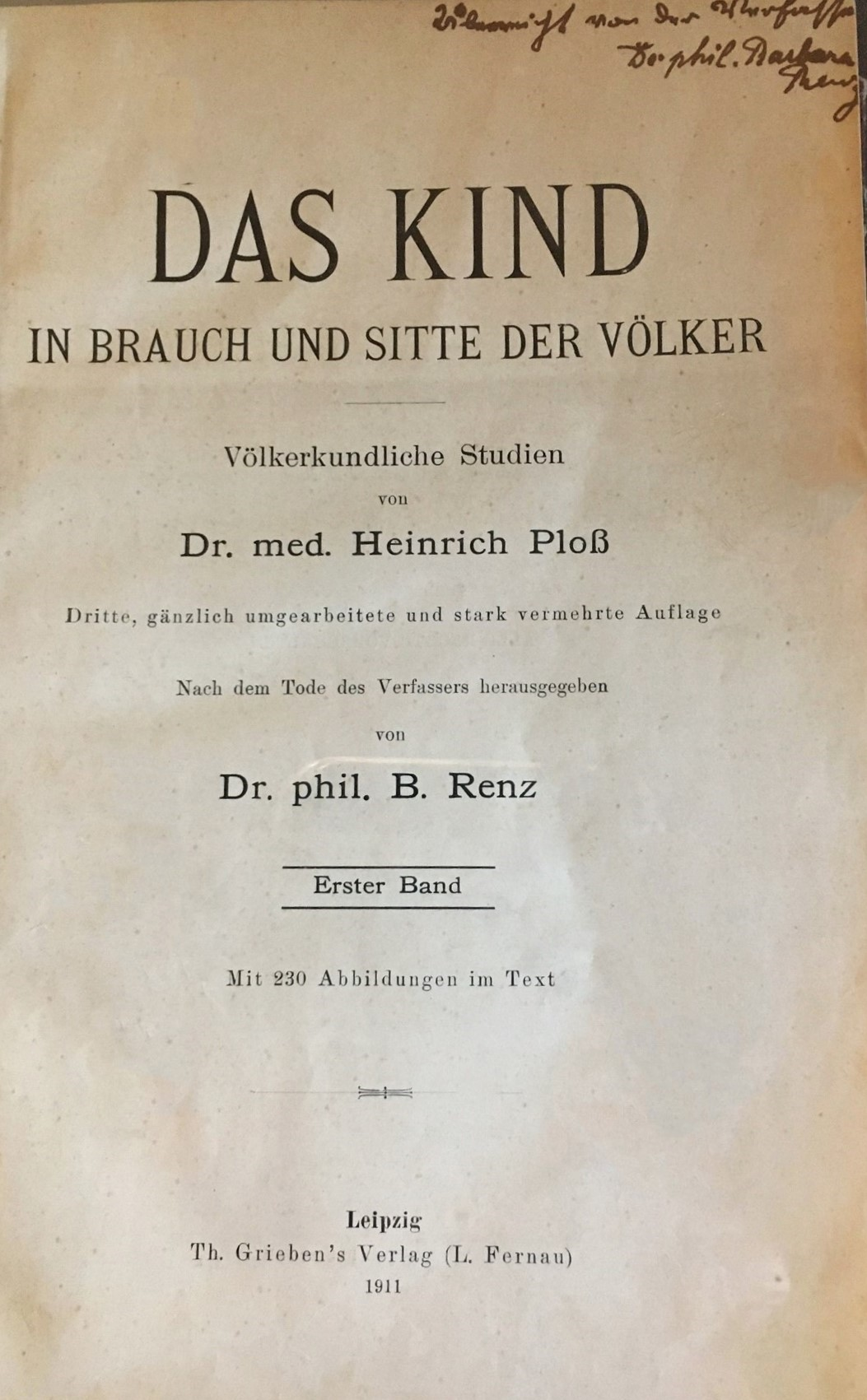
Eines der Hauptwerke von Barbara Renz; archiviert im Ida-Seele-Archiv

- Eine schwäbische Philosophin diesseits und jenseits des Ozeans. Gesammelte Vorträge. Tabor, Dillingen 1900.
- Völkerleben in Wort und Bild. Band 1: Des Indianers Familie, Freund und Feind: in 7 illustrierten Skizzen. Aschendorff, Münster 1907.
- als Hrsg.: Das Kind in Brauch und Sitte der Völker: Völkerkundliche Studien von Heinrich Ploss. 3., gänzlich umgearbeitete und stark vermehrte Auflage nach dem Tode des Verfassers hrsg. Grieben, Leipzig 1911.
- Baum und Schlange. In: Handwörterbuch der Sexualwissenschaft. Enzyklopädie der natur- und kulturwissenschaftlichen Sexualkunde des Menschen. Hrsg. von Max Marcuse. Neuausgabe mit einer Einleitung von Robert Jütte. [Nachdruck der 1926 erschienenen, 2., stark vermehrten Auflage.] De Gruyter, Berlin 2001, ISBN 3-11-017038-8.
- Der orientalische Schlangendrache. Ein Beitrag zum Verständnis der Schlange im biblischen Paradies. Haas & Grabherr, Augsburg 1930.